# حديقة ساوث وود الوطنية
ساوث وود هي حديقة وطنية في ولاية كوينزلاند، أستراليا، 288 كم غرب بريزبن.